# عملية سبارك (1940)

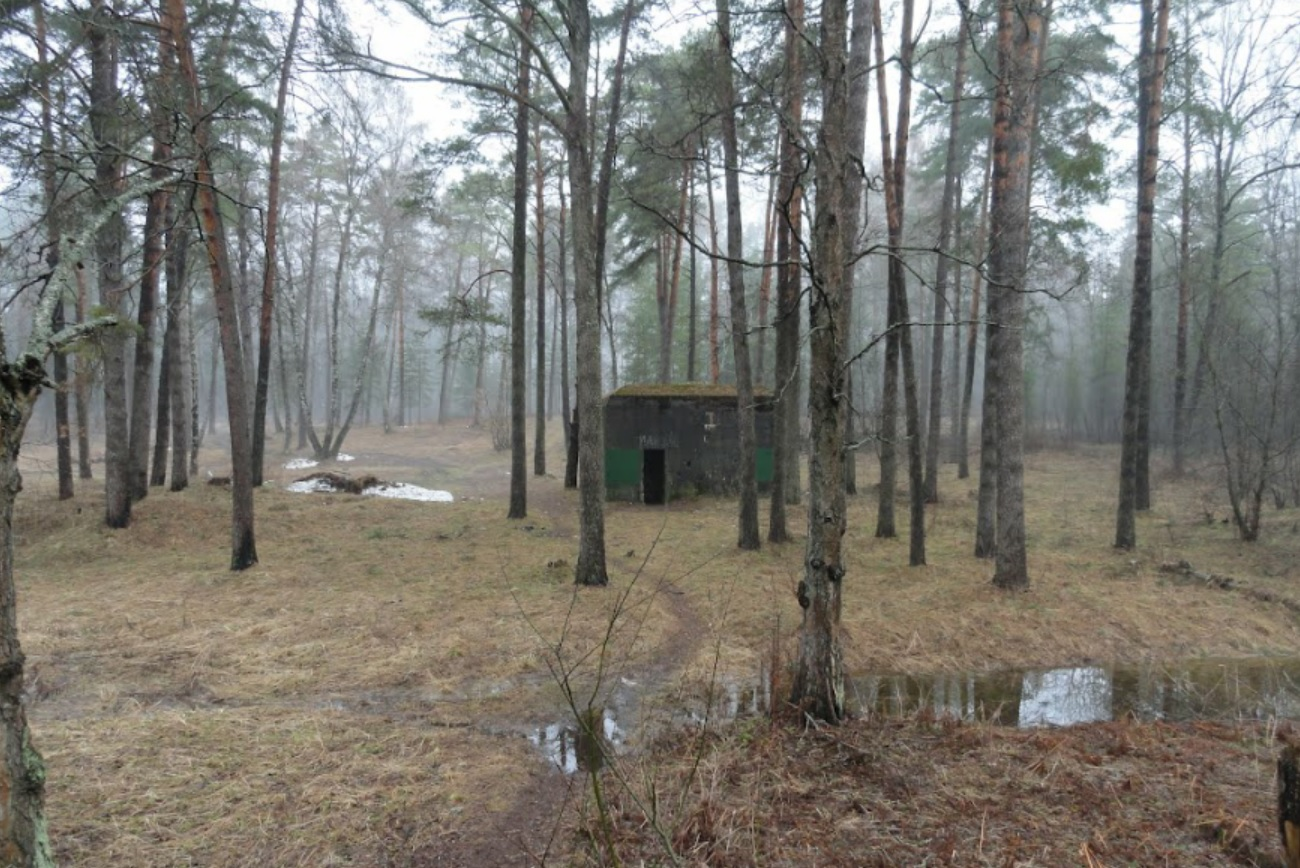

عملية سبارك (التي تُرجمت أحيانًا باسم «عملية الفلاش») الاسم الرمزي لاغتيال الزعيم النازي أدولف هتلر على يد مؤامرة للمناهضين للنازية لضباط الجيش الألماني والمحافظين السياسيين، والمعروفة باسم شوارز كابيل («الفرقة السوداء») خلال الحرب العالمية الثانية. وقد صاغ الاسم اللواء هينينغ فون تريسكوامر في عام 1941. كان يعتقد أنه بسبب نجاحات هتلر العديدة حتى ذلك الوقت، وجاذبيته الشخصية، وقسم الولاء الشخصي له من قبل جميع ضباط الجيش الألماني، سيكون من المستحيل الإطاحة بهتلر والنازيين مع هتلر الذي ما يزالون على قيد الحياة. ومع ذلك، فإن وفاة هتلر ستكون «شرارة» - إشارة إلى أن الوقت قد حان لبدء انقلاب داخلي للإطاحة بالنظام النازي وإنهاء الحرب.
بحلول أوائل عام 1943، أدى الفشل في التغلب على الاتحاد السوفياتي، بما في ذلك الهزيمة الكارثية في ستالينجراد، والهزائم في شمال أفريقيا، وزيادة قصف الحلفاء لألمانيا إلى إضعاف ولاء العديد من الألمان للنظام النازي. قرر المتآمرون أن الوقت قد حان لـ «الشرارة». الجنرال فريدريش أولبريشت، الذي كان يسيطر على إرساتشير (الجيش البديل) [بحاجة لمصدر] وضع خطة لقوات الجيش البديل للسيطرة على ألمانيا بعد مقتل هتلر. كان تريسكو يشغل الآن منصب رئيس العمليات في مجموعة الجيوش الوسطى (AGC) على الجبهة الشرقية. كان قائد مجموعة الجيوش الوسطىغونثر فون كلوج على علم بأنشطة تريسكو، لكنه لم يبلغها للغيستابو، ولا يشارك فيها بنفسه. سمح لتريسكو بوضع عدة ضباط آخرين مناهضين للنازية في طاقم مجموعة الجيوش الوسطى، لكنه حاول أيضًا ثني تريسكو عن اتخاذ إجراء.

## المتعاونون الرئيسيون
- اللواء Henning von Tresckow، رئيس العمليات في مجموعة الجيوش الوسطى
- الملازم فابيان فون شلابندورف، مسؤول العمليات الخاصة في مجموعة الجيوش الوسطى
- العقيد رودولف كريستوف فون غيرسدورف، ضابط اتصال الاستخبارات في ابفير.
- الرائد جورج فون بوزيلاجر قائد سلاح الفرسان بالقرب من مقر مجموعة الجيوش الوسطى
- الكابتن أكسل فرايهر فون ديم بوسيه ستريثرست
- الكابتن إيبرهارد فون بريتينبوش
- المقدم فيرنر شريدر
- اللواء فريدريش أولبريشت، رئيس مكتب القوات المسلحة البديلة (Wehrersatzamt)

## محاولات في مجموعة الجيوش الوسطة
طار هتلر إلى Werwolf ، «مقره الميداني» بالقرب من فينيتسا في أوكرانيا، في 19 فبراير 1943، وبقي حتى 13 مارس. قرر أنه قبل العودة إلى ألمانيا، سيزور أيضًا مقر مجموعة الجيوش الوسطىبالقرب من سمولينسك في نفس اليوم. اجتمع مع كلوج، وتناول العشاء مع الضباط قبل مغادرته. كانت هذه هي الفرصة الأولى لاغتياله من قبل مجموعة تريسكو.
لمثل هذه المناسبة، أعد تريسكو ثلاثة خيارات:
- كان الرائد فون بوزيلاجر قد شكل وحدة «حرس شرف» تابعة لسلاح الفرسان معبأة سراً بضباط مناهضين للنازية. بهذه القوة استطاع اعتراض هتلر في الغابة بين المطار ومقر القيادة، وتغلب على مرافقة هتلر من شوتزشتافل في قتال عادل، وقتل الفوهرر. تم رفض هذا الخيار لأنه حتى المتآمرون لم يعجبهم احتمال أن يتقاتل الجنود الألمان بعضهم البعض، ولأن الهجوم قد يفشل إذا كان الحراس أقوى مما كان متوقعًا.
- كان بإمكان المتآمرين إطلاق النار على هتلر أثناء فوضى العشاء. تم التخلي عن هذا الخيار أيضًا لأن العديد من المتآمرين كانوا يمقتون فكرة إطلاق النار على رجل غير مسلح.
- يمكن وضع قنبلة موقوتة على طائرة هتلر. كانت هذه هي الخطة التي تم اختيارها في النهاية.

تم تكييف القنبلة بمتفجر بلاستيكي بريطاني، استولت عليه ابفير من عملاء منظمة تنفيذ العمليات الخاصة. يتكون المفجر من أنبوب نحاسي رفيع يحتوي على كلوريد النحاس يستغرق حوالي عشر دقائق. وفرت هذه الآلية تأجيلًا زمنيًا للتفجير، دون أي دق منبهات لآلية عمل الساعة أو رائحة من الصمامات المحترقة.
تم إخفاء القنبلة على شكل صندوق يفترض أنه يحتوي على زجاجتين من Cointreau. ألتقى تريسكو مع اللفتنانت كولونيل هاينز براندت، وهو ضابط في طاقم هتلر، الذي سافر على متن طائرة هتلر. طلب تريسكو من براندت أن يأخذ الطرد معه إلى ألمانيا لتسليمه إلى صديق تريسكو الجنرال هيلموت ستيف. (كان ستيف مناهضًا للنازية، ولكن ليس جزءًا من الفشل الذريع للخطة. ادعى تريسكو أن الخمور كانت مكافأة لمراهنة خسرها لصالح ستيف.
قام مساعد تريسكو، شلابريندورف، بنقل الطرد إلى المطار. بينما كان هتلر وحاشيته يستعدون لركوب الطائرة، قام شلابندورف بتنشيط المفجر سراً باستخدام زردية، ثم أعاد إغلاق الطرد وسلمه إلى براندت أثناء صعوده الطائرة.
كان من المتوقع أن تنفجر القنبلة بعد نصف ساعة تقريبًا، حيث تكون الطائرة بالقرب من مينسك قريبة بما يكفي من الجبهة لتاكيد فكرة أن المقاتلات السوفيتية اسقطت الطائرة.
عندما سيتم الإبلاغ عن الحادث وموت هتلر، كان الجنرال أولبريشت سيستخدم الجيش البديل للسيطرة على برلين وفيينا وميونيخ، وفي مراكز Wehrkreis (نظام الإمدادات العسكرية الألمانية). لقد كانت خطة طموحة ولكنها ممكنة، وربما كان من الممكن أن تنجح إذا قتل هتلر بالفعل، على الرغم من أن فكرة إقناع وحدات الجيش بالقتال والتغلب على المقاومة الشرسة المحتملة التي كان من الماكد ان قوات الأمن الخاصة كانت ستفعلها ستكون هي العقبة الرئيسية.
ومع ذلك، كما هو الحال مع قنبلة Elser في عام 1939 وجميع المحاولات الأخرى، وقف الحظ لجانب هتلر. تم اختبار جهاز التفجير البريطاني الصنع عدة مرات واعتبر موثوقًا به. عمل بشكل صحيح، لكن القنبلة لم تنفجر. يبدو أن غطاء الإيقاع أصبح باردًا جدًا حيث تم حمل الطرد في عنبر الشحن غير المدفأ.
أخذ Schlabrendorff الطائرة التالية لاسترداد الطرد من اللفتنانت كولونيل براندت قبل اكتشاف القنبلة. تم استخدام القنبلة في وقت لاحق من قبل Gersdorff وStauffenberg.

## محاولات لاحقة

### قنبلة انتحارية في المتحف
قدم مجموعة الجيوش الوسطى مجموعة من أسلحة الجيش السوفياتي التي تم الاستيلاء عليها ليتم عرضها في متحف عسكري في برلين. تم فتح العرض في 21 مارس 1943، وقدم هتلر شخصيا لرؤيتها.
تطوع العقيد غيرسدورف ليكون قنبلة بشرية موقوتة. كان يحمل المتفجرات داخل معطفه العسكري. لم يتم تدفئة المتحف، لذلك لم يكن ارتدائه لمعطف طويل أمر يدعو لريبة. قبل دقائق قليلة من وصول هتلر، كان سيقوم بسحب صمام القنبلة التي ستنفجر حينها بعد 10 دقائق. قبل أن تنفجر القنابل مباشرة، يندفع إلى هتلر ويعانقه. الانفجار سيقتل كلا الرجلين.
على الرغم من الخطة، في اللحظة الأخيرة قبل ظهور هتلر مباشرة، تم تخفيض مدة زيارته إلى ثماني دقائق فقط كإجراء احترازي، وتمكن من التجول عبر المتحف خلال دقيقتين فقط، وغادر قبل وقت طويل من انفجار قنبلة غيرسدورف. بالكاد تمكن غيرسدورف من الخروج ونزع فتيل القنابل.

### القنبلة الإنتحارية الشتوية
ثبت أن الزي العسكري الألماني القياسي غير مناسب للظروف القاسية للشتاء الروسي، وبالتالي كان لدى الجيش زي شتوي جديد مصمم. تم ترتيب عرض الزي الجديد من قبل هتلر. كان من المقرر أيضًا اعتماد الزي من قبل فافن إس إس وفرق لوفتفافه الميدانية، لذلك كان من المتوقع أن يكون رئيس الإس إس هاينريش هيملر وقائد لوفتفافه هيرمان غورينغ حاضرين أيضًا. وقد أتاح هذا فرصة عظيمة: يمكن التخلص من النازيين الثلاثة الأكثر أهمية وقوة.
حصل خلل اثناء التنفيذ (بسبب إعادة الجدولة التي قام بها أحد الرجال الثلاثة)، تم تحديد موعد التنفيذ في 16 نوفمبر 1943.
تطوع أكسل فون ديم بوسيه لحمل لغم أرضي في حقيبة الزي الرسمي، وتفجيره عندما يجتمع القادة النازيون الثلاثة حوله. ومع ذلك، تم تدمير سيارة الشحن التي تحتوي على الزي الجديد في غارة جوية شنها الحلفاء في الليلة السابقة لموعد تنفيذ العملية. تمت إعادة جدولة العرض، ولكن تأخر مرة أخرى بسبب تضارب الجدول الزمني بين النازيين «الثلاثة الكبار» حتى فبراير. في هذه الأثناء، كان على فون العودة إلى الخط الأمامي، وأصيب بجروح بالغة، وفقد جزءًا من إحدى ساقيه، لذلك لم يعد بإمكانه تنفيذ العملية بنفسه.
تطوع الكابتن <a href="./إيوالد فون كلايست" rel="mw:WikiLink" data-linkid="undefined" data-cx="{&quot;userAdded&quot;:true,&quot;adapted&quot;:true}">إيوالد فون كلايست</a> ليحل محل فون ديم بوش، ويقوم بتفجيرً انتحاريً مشابهً في عرض كان من المقرر إجراؤه في 11 فبراير 1944؛ ومع ذلك، تم تأجيل هذا الحدث مرارًا وإلغائه في نهاية المطاف.

### هجوم بإطلاق نار
كان الكابتن فون بريتينبوش في طاقم المشير بوش، الذي يقود الآن مجموعة الجيوش الوسطى. في أوائل عام 1944، تم استدعاء بوش وموظفيه لإطلاع هتلر على الوضع. تطوع بريتينبوش لحمل مسدس 7.65mm Browning مخفيًا في جيب بنطلونه في الإحاطة (التي جرت في 11 مارس)، واطلاق النار على هتلر. ولكن في يوم الإحاطة، أصدر هتلر توجيهات الفوهرر باستثناء الضباط الصغار من إحاطات الفوهرر.

### قنبلة برج الماء
قام اثنان من المتآمرين بالجيش بتهريب قنبلة إلى وكر الذئب وخفضها في برج مياه. لكن القنبلة انفجرت بشكل غامض بعد بضعة أسابيع، مما أدى إلى هز حراس القوات الخاصة. بدأ رئيس قوات الأمن الخاصة هيملر على الفور تحقيقا في الحادث الذي أوقفه عن قصد المقدم فيرنر شريدر - ضابط التحقيق المسؤول.